# Will Calhoun

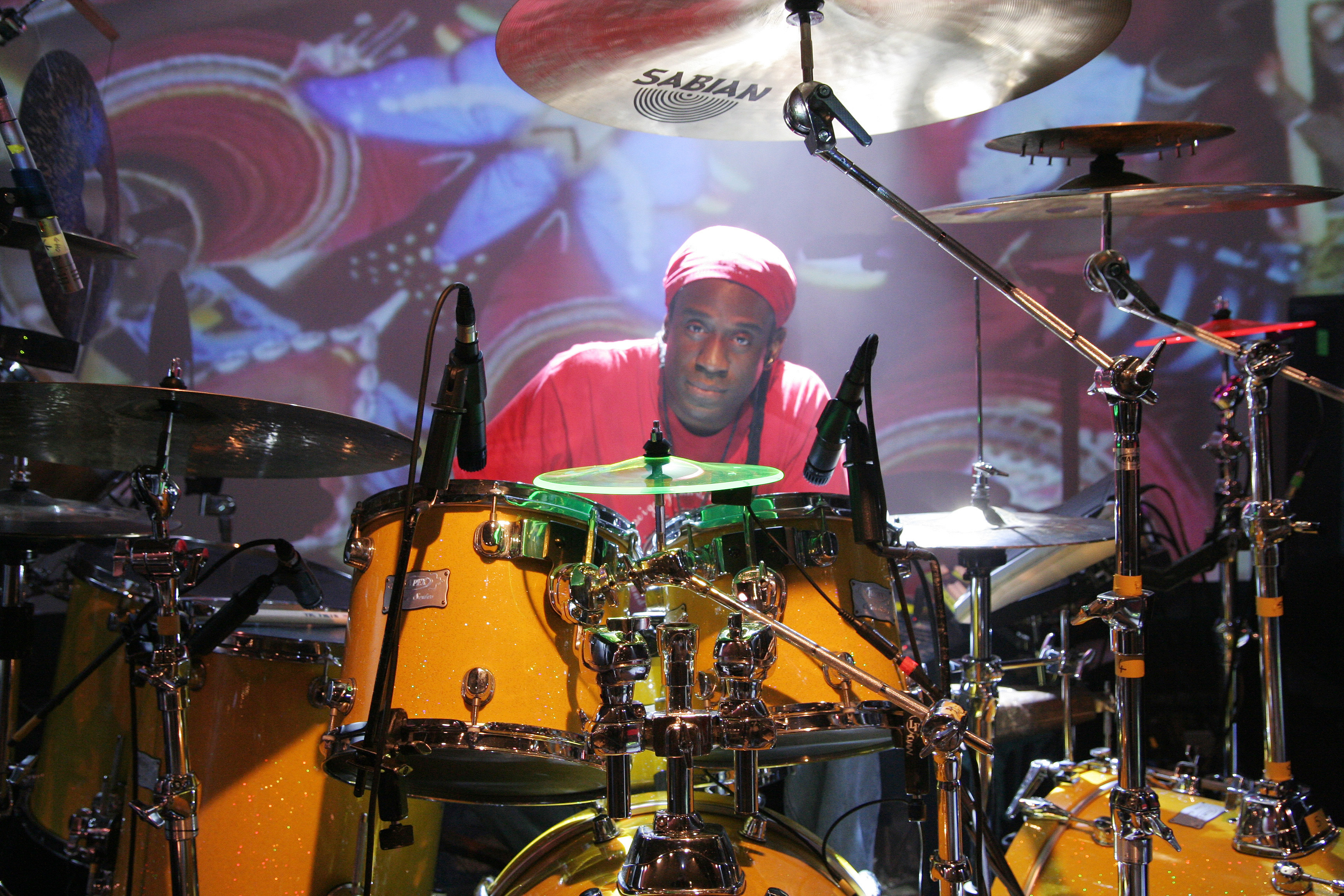
Will Calhoun (2009)

William „Will“ Calhoun (* 22. Juli 1964 in New York City) ist ein US-amerikanischer Rock- und Fusion-Schlagzeuger. Bekanntheit erlangte er als Mitglied der Crossover-Band Living Colour, wirkte aber auch als Solokünstler, Tour- und Sessionmusiker sowie als Produzent.

## Leben und Werk
Will Calhoun wuchs im New Yorker Stadtteil Bronx auf. Nach dem Schulabschluss zog er nach Boston, wo er am Berklee College of Music einen Bachelor in „Music Production and Engineering“ erlangte. Für herausragende Leistungen am Schlagzeug erhielt er den prestigeträchtigen Buddy Rich Jazz Masters Award.
1986 stieg er bei Living Colour ein. Bis zur Auflösung 1994 veröffentlichte die Band drei Studioalben und eine EP, Höhepunkt war der zweimalige Gewinn des Grammy Award for Best Hard Rock Performance. Calhoun trägt mit einer Melange aus Impro- und Hardrock-Drumming zum Sound der Band bei. Daneben ist er Co-Komponist zahlreicher Songs und schrieb die Titel Pride und Nothingness.
Seit Wiedervereinigung der Band im Jahr 2002 entstanden drei weitere Alben.
Neben seiner Arbeit mit Living Colour arbeitete Calhoun als Tour- und Sessionmusiker für verschiedenste Interpreten, darunter B.B. King, Jaco Pastorius, Harry Belafonte, Paul Simon, Lou Reed, Dr. John, Carly Simon, Ronnie Wood, Wayne Shorter, Pharoah Sanders, Run-D.M.C., Public Enemy und Mos Def. An Herb Alperts Album Colors beteiligte er sich 1999 als Produzent, Songwriter und Schlagzeuger. Gemeinsam mit Bassist Doug Wimbish gründete er die experimentellen Bands Jungle Funk und Headfake und beteiligte sich an vielen anderen Bandprojekten.
Als Solokünstler veröffentlichte Will Calhoun bislang fünf Studioalben, auf denen er, beeinflusst von Genregrößen wie Tony Williams und Billy Cobham, überwiegend Jazz interpretiert, aber auch Einflüsse aus World, Funk und R&B verarbeitet. Sein neuestes Werk Celebrating Elvin Jones widmet sich Schlagzeuglegende Elvin Jones und erschien 2016 beim Label Motéma.

## Equipment
Will Calhoun spielt ein Drumset des taiwanesischen Herstellers Mapex mit Becken von Sabian. Daneben benutzt er bei Konzerten eine KORG Wavedrum als Synthesizer zur Aufnahme und Wiedergabe von Loops sowie weiteres elektronisches Zubehör.
Mapex Saturn IV Drumkits
- 20x16" Bass Drum
- 22x16" Bass Drum
- 13x6" Nomad Black Panther Snare Drum
- 8x7" Tom
- 6" Bauer Tamborim
- 12x9" Tom
- 13x10" Tom
- 16x16" Floor Tom
- 18x16" Floor Tom

Sabian Becken
- 14" Will Calhoun Series Mad Hats
- 19" Ozone Crash with Rivets
- 20" AA Bash Ride
- 21" Will Calhoun Series Lunar Ride
- 19" AA Crash
- 17" Click Hats
- 4"/6"/8" Stacked Will Calhoun Series Alien Discs
- 18" Hammerax Boomywang

Remo Felle
- White Coated Emperor X (Snare-Schlagfell)
- Clear Emperor (Tom-Schlagfell): 22"
- Clear Power Stroke 3 (Bass-Resonanzfell): 20"
- White Coated Ambassador (Bass-Resonanzfell)

Percussion
- Gon Bops Chrome Cowbell
- Gon Bops Red Rock Bell

Elektronik
- Original KORG Wave Drum
- KORG Wave Drum Global Edition
- Mandala Drum
- Mixer
- Roland SPD-S Sampling Pad
- Porter & Davies BC2 Throne Thumper
- Pedalboard: Digitech Whammy, Pigtronix, Envelope Filter, Infinty Looper, Echolution 2, Prunes & Custard Distortion

Darüber hinaus verwendet Calhoun Sleishman und Duallist Pedals und Vic Firth Sticks.

## Diskografie (Auswahl)
Living Colour
Jungle Funk
- 1998: Jungle Funk (Livealbum)

Headfake
- 1997: Cycles (Single)
- 2003: Play by Play (Compilation)
- 2008: Live in the Area of Prague (DVD)

Solo
- 1995: Housework
- 1997: Drumwave
- 2000: Live at the Blue Note (Livealbum)
- 2005: Native Lands
- 2013: Life in This World
- 2016: Celebrating Elvin Jones

## Auszeichnungen
- Berklee: Buddy Rich Jazz Masters Award (1986)
- Modern Drummer: Publikumswahl zum „Best New Drummer“ (1988) und „Best Progressive Drummer“ (1989, 1991 und 1992)
- Rolling Stone: Kritikerwahl zum „Best Drummer“ (1990)[4]